# Sporting Lucas Terrier
Sporting Lucas Terrier är en hundras från Storbritannien. Den är en lågbent terrier som avlades fram på 1990-talet i Skottland genom att korsa Lucas Terrier med jack russell terrier och Fell Terrier. Den är framavlad för att användas som grythund. Rasen erkändes av den alternativa amerikanska kennelklubben United Kennel Club (UKC) 2002.